# Proctocera lugubris
Proctocera lugubris är en skalbaggsart som beskrevs av Thomson 1858. Proctocera lugubris ingår i släktet Proctocera och familjen långhorningar.
Artens utbredningsområde är Gabon. Inga underarter finns listade i Catalogue of Life.